# Лю Ясінь
Лю Ясінь (16 червня 1999) — китайська плавчиня.
Переможниця Азійських ігор 2018 року.